# 丝葵属
丝葵属又名华盛顿棕属，是棕榈目棕榈科下的一个属。原产于美国西南部和墨西哥西北部。该属有两个种：丝葵（Washingtonia filifera）和大丝葵（Washingtonia robusta）。两个物种均被栽培作为观赏树木，广泛种植。